# Sóweczka plamobrzucha
Sóweczka plamobrzucha (Glaucidium capense) – gatunek małej sowy z rodziny puszczykowatych (Strigidae). Występuje w Afryce Subsaharyjskiej. Nie jest zagrożony wyginięciem.

## Systematyka i zasięg występowania
Obecnie zwykle wyróżnia się pięć podgatunków Glaucidium capense:
- G. (c.) etchecopari Érard & F. Roux, 1983 – sóweczka liberyjska – nieregularnie na terenie Liberii i Wybrzeża Kości Słoniowej; udokumentowane stwierdzenia także z Ghany (2007), Togo (2006), Beninu (2016)[7]
- G. (c.) castaneum Reichenow, 1893 – sóweczka leśna – północno-wschodnia Demokratyczna Republika Konga (dolina Semliki) oraz południowo-zachodnia Uganda (las Bwamba)[8]
- G. (c.) scheffleri Neumann, 1911 – sóweczka plamista – skrajnie południowa Somalia oraz wschodnia Kenia po północno-wschodnią Tanzanię[7]
- G. (c.) ngamiense (Roberts, 1932) – sóweczka białogardła – centralna Tanzania oraz południowo-wschodnia Demokratyczna Republika Konga po Angolę, na południe po północną Namibię, centralną Botswanę, północno-wschodnią Południową Afrykę (wschodnia prowincja Limpopo i zachodnia Mpumalanga) i południowo-centralny Mozambik; również Mafia (u wybrzeża Tanzanii)[7]
- G. (c.) capense (A. Smith, 1834) – sóweczka plamobrzucha – południowy Mozambik na południe po Prowincję Przylądkową Wschodnią (RPA)[7]

Odrębność podgatunków jest sporna. Na liście ptaków świata opracowywanej we współpracy BirdLife International z autorami Handbook of the Birds of the World (HBW) sóweczka leśna klasyfikowana jest jako odrębny gatunek Glaucidium castaneum. Zdaniem niektórych autorów sóweczki: białogardłe i plamiste powinny być uznawane za odrębne gatunki, natomiast poświęcona sowom monografia z 2008 roku za odrębny gatunek uznaje sóweczkę liberyjską. Dawniej za podgatunek G. capense uznawano sóweczkę górską (G. albertinum), klasyfikowaną obecnie jako osobny gatunek.

## Opis
Mała sowa posiadająca różne odmiany w zależności od terenu występowania. Podgatunek nominatywny jest szarobrązowy, z delikatnymi paskami na górnej części ciała i z wąską białą brwią. Brązowa klatka piersiowa jest gładko zgrubiona, a piersi i boki są białe z brązowymi plamami. Skrzydła mają białe zewnętrzne wstęgi z ciemnobrązowymi końcami, które tworzą biały pasek na ramieniu, widoczny na złożonym skrzydle. Nogawice są białe, a lotki i ogon – brązowe z rudymi paskami. Dziób jest matowy, zielonkawożółty, oczy – żółte. Długość ciała wynosi 20–22 cm, rozpiętość skrzydeł około 45 cm.
Głos
Odgłosy wydawane przez sóweczkę plamobrzuchą to pojedyncze dźwięki.

## Status
Międzynarodowa Unia Ochrony Przyrody (IUCN) uznaje sóweczkę plamobrzuchą za gatunek najmniejszej troski (LC, Least Concern). Liczebność populacji nie została oszacowana, ale jej trend oceniany jest przez BirdLife International jako spadkowy ze względu na postępuje niszczenie siedlisk.
IUCN uznaje sóweczkę leśną za osobny gatunek Glaucidium castaneum i także zalicza ją do kategorii najmniejszej troski. Liczebność populacji nie została oszacowana, ale ptak ten opisywany jako od rzadkiego po lokalnie pospolity. Trend liczebności populacji uznawany jest za spadkowy ze względu na utratę siedlisk.